# Phytobia gigas
Phytobia gigas är en tvåvingeart som beskrevs av Spencer 1966. Phytobia gigas ingår i släktet Phytobia och familjen minerarflugor.
Artens utbredningsområde är Myanmar. Inga underarter finns listade i Catalogue of Life.